# گرتار استینسون
گرتار استینسون (ایسلندی: Grétar Steinsson؛ زادهٔ ۹ ژانویهٔ ۱۹۸۲) بازیکن فوتبال اهل ایسلند بود.
از باشگاه‌هایی که در آن بازی کرده‌است می‌توان به باشگاه فوتبال قیصریه‌اسپور، باشگاه فوتبال آزد آلکمار، باشگاه ورزشی یانگ بویز، و باشگاه فوتبال بولتون واندررز اشاره کرد.
وی همچنین در تیم‌های ملی فوتبال زیر ۲ سال ایسلند و ایسلند، بازی کرده‌است.